# Andrzej Nowicki (pisarz)
Andrzej Nowicki (ur. 29 grudnia 1909 w Warszawie, zm. 9 kwietnia 1986 tamże) – polski poeta, satyryk, autor słuchowisk radiowych, tłumacz literatury anglojęzycznej.
Studiował na Uniwersytecie Warszawskim. W 1930 roku zadebiutował jako pisarz-satyryk, przed wybuchem wojny współpracował z kilkoma czasopismami oraz Polskim Radiem, pisząc teksty do humorystycznych audycji. Był jednym z założycieli (1935) tygodnika „Szpilki”. 
Walczył w kampanii wrześniowej, resztę wojny spędził w niemieckiej niewoli. W oflagach w których przebywał mocno angażował się w działalność kulturalną, tworząc kabaret literacki i pisząc wiersze.
Po zakończeniu wojny został korespondentem Polskiej Agencji Prasowej w Londynie. W 1948 roku zdecydował się nie wracać do kraju, lecz pozostać na emigracji. Ostatecznie jednak powrócił do Polski w 1956 roku. Do przejścia na emeryturę zasiadł w redakcji „Szpilek”, w których publikował zarówno swoje utwory, jak i tłumaczenia. Oprócz tego wrócił do współpracy z Polskim Radiem, dla którego tworzył liczne słuchowiska i adaptacje radiowe, nie tylko satyryczne, ale także przeznaczone dla dzieci i młodzieży. Z kolei dla Telewizji Polskiej współtworzył nagradzany cykl Bajki dla dorosłych. Poza tym zajmował się tłumaczeniami z literatury pięknej, głównie dzieł autorów anglojęzycznych, często przeznaczonych dla dzieci i młodzieży. W jego dorobku translatorskim znalazły się utwory między innymi Thomasa S. Eliota, Saula Bellowa, Johna Steinbecka czy Kennetha Grahame’a.

## Życiorys
Urodził się 29 grudnia 1909 roku w Warszawie, był synem adwokata Jana Nowickiego i jego żony Zofii z domu Gawin-Niesiołowskiej. Kształcił się w rodzinnym mieście, uczęszczając do Szkoły Mazowieckiej (od 1920) i gimnazjum męskiego Towarzystwa Szkoły Mazowieckiej, w którym zdał maturę w 1930 roku. Następnie ukończył Szkołę Podchorążych Rezerwy Piechoty w Zambrowie, by w 1931 roku rozpocząć studia na Uniwersytecie Warszawskim, początkowo (do 1933) w zakresie prawa, a potem polonistyki (do 1935).
W 1930 roku zadebiutował jako pisarz-satyryk na łamach „Cyrulika Warszawskiego”. Związał się z tym tygodnikiem satyrycznym, był zastępcą redaktora i należał do Grupy Satyryków Cyrulika, która organizowała wieczory autorskie, także po zamknięciu czasopisma we wrześniu 1934 roku. Publikował także na łamach  „Kuriera Porannego” (felietony w cyklu Duby smalone) i w „Prosto z mostu”, a także w innych tytułach, na przykład „Sygnałach”. W grudniu 1935 roku, razem ze Zbigniewem Mitznerem i Erykiem Lipińskim, założył tygodnik satyryczny „Szpilki”. Publikował w nim wiersze i opowiadania (do 1939) oraz zasiadał w jego redakcji (do 1938). Ponadto współpracował z Polskim Radiem, jako autor słuchowisk humorystycznych i satyrycznych (część stworzył razem z Zuzanną Ginczanką), a także pisał teksty dla warszawskich kabaretów, wśród których były między innymi Café Club i teatrzyk 13 Rzędów.
Walczył w kampanii wrześniowej, do niewoli niemieckiej dostał się 6 października 1939 roku. Resztę wojny, do wyzwolenia w lutym 1945 roku, spędził w obozach jenieckich kolejno w Weilburgu, Osterode i Woldenbergu. W wszystkich oflagach angażował się w działalność kulturalną. W Weilburgu, razem z Jerzym Michałowskim, Henrykiem Rostworowskim i Kazimierzem Rudzkim, prowadził kabaret literacki, zaś w Waldenbergu tajną grupę o nazwie „Zaułek Literacki”, która wydawała utwory poetyckie i organizowała wieczory autorskie. Wiersze Nowickiego, między innymi Kriegsgefangenpost i Warszawa, jako utwory anonimowe, były znane wśród jeńców, jak również krążyły w okupowanej Polsce. Były również wydawane, na przykład w antologii Oflag IV B, publikowanej w obozie w formie zeszytów (1939–1940), a także drukiem w czasopismach „Za drutem” (Arnswalde, 1940–1941) i „Przewodniku dla świetlic żołnierskich” (Wielka Brytania, 1942–1943). 
Po wojnie osiadł w Łodzi. W 1945 roku wstąpił do Związku Zawodowego Literatów Polskich, a po czterech latach stał się członkiem Związku Literatów Polskich. Podjął współpracę z „Rzeczpospolitą” i „Szpilkami”, ponadto przez pewien czas był kierownikiem literackim Teatru Żołnierskiego w Warszawie. W październiku 1945 roku wyjechał do Londynu jako korespondent Polpressu, późniejszej Polskiej Agencji Prasowej. Pozostawał na tym stanowisku przez trzy lata, po czym (1948) zdecydował się pozostać na emigracji.  
W 1956 roku wrócił do Polski i osiadł w Warszawie. Znów zaczął publikować w „Szpilkach” swoje wiersze satyryczne, ale także tłumaczenia poezji i prozy. Do 1979 roku i przejścia na emeryturę zasiadał w redakcji czasopisma. Oprócz tego w latach 1956–1966 (z przerwami) wydawał swoje wiersze w tygodniku „Świat”. Powrócił także do współpracy z Polskim Radiem jako autor satyrycznych słuchowisk oraz adaptacji radiowych, wśród nich także tych dla dzieci i młodzieży. Trzy razy otrzymał za nie nagrody Komitetu do spraw Radia i Telewizji (1960, 1963 i 1965).
Pisywał również scenariusze filmowe i współpracował z Telewizją Polską, przygotowując między innymi cykl Bajki dla dorosłych, który w 1977 roku otrzymał nagrodę Radiokomitetu i nagrodę Złoty Ekran. W latach 60. i 70. był kilkukrotnie honorowany odznakami i odznaczeniami. Oprócz tej działalności zajmował się tłumaczeniami literatury, głównie anglojęzycznej, takich autorów jak między innymi Thomas S. Eliot, Saul Bellow i John Steinbeck. W jego dorobku translatorskim znalazły się także przekłady wierszy z tomu III Władcy Pierścieni J.R.R. Tolkiena,  które przygotował do tłumaczenia powieści autorstwa Marii Skibniewskiej, zastępując zmarłego wcześniej Włodzimierza Lewika. 
W swojej karierze utwory podpisywał niekiedy jako Andrzej Siła-Nowicki, a prócz tego posługiwał się pseudonimami A.N., A. Now., an., Andr., Andrew Nowhisky, Andrzej Smutny, Jędrzej Novus, N.O.W.I.C.K.I., Novus, O.F., of, Of., OF, ppor. A.N.
Był dwukrotnie żonaty. Jego pierwszą małżonką była Maria z domu Fiderer. Małżeństwa rozpadło się w 1956 roku, kiedy Nowicki powrócił do kraju, a Maria pozostała na emigracji (zm. 1987). W następnym roku zawarł nowy związek małżeński z Ireną Zynsową (z domu Wasilewską).
Zmarł 9 kwietnia 1986 roku w Warszawie. Wedle informacji z listu Joanny Guze jego zgon nastąpił nagle, tuż po zasłabnięciu na ulicy, a ostatnie słowa, które skierował do próbujących mu pomóc ludzi brzmiały „Ja umieram, proszę nie przestraszyć mojej żony”.

## Dorobek

### Lista utworów własnych
| Tytuł                                       | Data I wydania | Uwagi, wydawca |
| ------------------------------------------- | -------------- | --- |
| Przygody pana Piorunkiewicza                | –              | współautor scenariusza, razem z Eugeniuszem Cękalskim i Stanisławem Dygatem (sprzed 1939), do filmu, którego realizację przerwał wybuch wojny                                                                                 |
| Warszawska szopka polityczna                | –              | współautor, razem z S. Karpińskim, J. Minkiewiczem i J. Pomianowskim, prapremiera przedstawienia w Warszawie, w Teatrze Artystów Cricot, grane między 7 kwietnia a 30 sierpnia 1939 roku                                      |
| Jajko Kolumba. Komedia muzyczna w 5 aktach  | 1946           | współautor, razem z Stefanem Flukowskim, Ludwikiem Natansonem i Henrukiem Rostworowskim (1941), prapremiera w wykonaniu Zespołu Oflagu II C w Woldenbergu (1941), druk fragmentów aktu I w „Dzienniku Polskim” (nr 34 z 1946) |
| Jasełka jenieckie                           | –              | prapremiera w wykonaniu teatru kukiełkowego Oflagu II C w Woldenbergu (1942) |
| Mały                                        | –              | utwór dramatyczny, prapremiera w wykonaniu Zespołu Oflagu II C w Woldenbergu (1942) |
| Obóz jeńców II C                            | 1943           | fraszki, polska YMCA |
| Podróż do świętej ziemi                     | 1945           | zbiór wierszy napisanych w niewoli, Czytelnik |
| Warsztat                                    | 1957           | zbiór wierszy i przekładów z innych poetów, Czytelnik |
| Pan Anatol szuka miliona                    | –              | współautor scenariusza, razem z Krzysztofem T. Toeplitzem, do filmu z 1959 roku |
| Ballady i anse                              | 1965           | zbiór wierszy, Czytelnik |
| Zemsta korsykańska                          | –              | współautor scenariusza telewizyjnego widowiska lalkowego, razem z Joanną Wilińską, emitowanego w 1972 roku |
| Zabawa w słowa. Wybór satyr z lat 1933–1973 | 1975           | Czytelnik |
| Dobranoc dla dorosłych                      | 1977           | zbiór satyr, część napisana samodzielnie, część razem z Joanną Wilińską, Wydawnictwo Radia i Telewizji |
| Okrągły rok                                 | 1987           | wiersz dla dzieci, Arka |
| Płaczący żubr                               | 1987           | wiersz dla dzieci, Arka |

### Lista słuchowisk oryginalnych
| Tytuł                 | Data emisji | Uwagi                                                    |
| --------------------- | ----------- | -------------------------------------------------------- |
| Cyrk zakochanych      | 1957        | tekst opublikowany w czasopiśmie „Dialog” (nr 8 z 1957)  |
| Nieznośna melodyjka   | 1957        |                                                          |
| O trzech miłościach   | 1957        |                                                          |
| Antrakt               | 1958        |                                                          |
| Bumbarajo             | 1958        |                                                          |
| Krzyżówka             | 1959        |                                                          |
| Potentat              | 1959        |                                                          |
| Droga do sławy        | 1960        |                                                          |
| Mechaniczne panienki  | 1960        |                                                          |
| Scenki urlopowe       | 1960        |                                                          |
| Zabawa w tragedię     | 1960        |                                                          |
| Ząb szczęścia         | 1960        |                                                          |
| Bajka o bajce         | 1962        |                                                          |
| Dziadek kolejowy      | 1960        |                                                          |
| Arkanda               | 1963        | tekst opublikowany w czasopiśmie „Dialog” (nr 10 z 1963) |
| Reżyser prywatny      | 1963        | współautor, razem z Joanną Wilińską                      |
| Stary antyczny zegar  | –           | tekst opublikowany w czasopiśmie „Dialog” (nr 10 z 1963) |
| Szantaż               | 1963        | współautor, razem z Joanną Wilińską                      |
| Historia zamierzchła  | 1963        | współautor, razem z Joanną Wilińską                      |
| Państwo stugłowe      | 1966        |                                                          |
| Zbuntowana bajka      | 1966        |                                                          |
| Trzej chłopcy         | 1968        |                                                          |
| Demeter i Persefona   | 1974        |                                                          |
| Wyprawa po złote runo | 1975        |                                                          |
| Dedal i Ikar          | 1976        |                                                          |
| Dwa śmiechy           | 1980        | współautor, razem z Joanną Wilińską                      |

### Lista przekładów i słuchowisk adaptowanych
| Autor                  | Tytuł | Data wydania | Uwagi, wydawca, adaptacje radiowe |
| ---------------------- | --- | ------------ | --- |
| –                      | Warsztat | 1957         | zbiór własnych wierszy i przekładów z innych pisarzy, Czytelnik |
| Kenneth Grahame        | Wspomnienia z krainy szczęścia. Wybór opowiadań                                                                                         | 1958         | Nasza Księgarnia |
| –                      | Księga nonsensu | 1958         | przekład razem z Antonim Marianowiczem, zbiór wierszy anglojęzycznych pisarzy, Państwowy Instytut Wydawniczy                                                                                 |
| Dylan Thomas           | Pod mlecznym lasem | 1958         | utwór dramatyczny opublikowany w czasopiśmie „Dialog” (nr 4 z 1958) |
| William Saroyan        | Zabawa jak nigdy. Sztuka w 5 aktach | 1959         | przekład wspólnie z Krystyną Tarnowską opublikowany w czasopiśmie „Dialog” (nr 8 z 1959) |
| Eric Linklater         | Wiatr z księżyca | 1960         | powieść dla młodzieży, Nasza Księgarnia, adaptacja radiowa pod tytułem Przygody Dory i Flory (1970)                                                                                          |
| Sudhindra Nath Ghose   | Skaczące gazele | 1961         | powieść dla młodzieży, Nasza Księgarnia, adaptacja radiowa pod tytułem Chłopiec i słoń (1967)                                                                                                |
| Aaron Judach           | Tomek z dziurą w bucie | 1961         | powieść dla dzieci, Nasza Księgarnia |
| Edward Lear            | Dong, co ma świecący nos i inne wierszyki pana Leara Edwarda                                                                            | 1961         | Nasza Księgarnia |
| Colin MacInnes         | Zupełnie początkujący | 1961         | powieść dla młodzieży, Książka i Wiedza |
| John Steinbeck         | Zagubiony autobus | 1961         | powieść, Czytelnik |
| John Steinbeck         | Pastwiska niebieskie | 1962         | zbiór opowiadań, Czytelnik |
| John Meade Falkner     | Diament Mohuna | 1964         | powieść, Iskry |
| Edmund Wallace Hildick | Ptaszek Jones | 1966         | powieść dla młodzieży, Nasza Księgarnia |
| Saul Bellow            | Korzystaj z dnia | 1969         | powieść, Czytelnik |
| Robert Graves          | Mity starożytnej Grecji | 1969         | Nasza Księgarnia |
| Thomas S. Eliot        | Wiersze o kotach | 1970         | Nasza Księgarnia, adaptacja radiowa pod tytułem Koty pana Eliota (1982) |
| Edmund Wallace Hildick | Tropiciele | 1970         | powieść dla młodzieży, Nasza Księgarnia |
| Alf Prøysen            | Maleńka pani Flakonik | 1970         | opowiadania dla dzieci, Nasza Księgarnia, adaptacja radiowa pod tytułem Przygody pani Flakonik (1971)                                                                                        |
| Alf Prøysen            | Pajacyk i stare zabawki | 1971         | opowiadanie dla dzieci, Nasza Księgarnia |
| George B. Shaw         | Cezar i Kleopatra | –            | dramat, przekład wspólnie z Krystyną Tarnowską, wykorzystany w adaptacji telewizyjnej (1972)                                                                                                 |
| Meindert De Jong       | Sydraczek | 1973         | powieść dla młodzieży, Nasza Księgarnia |
| Graham Greene          | Ustępliwy kochanek | –            | dramat, przekład wspólnie z Krystyną Tarnowską, wykorzystany w adaptacji telewizyjnej (1973)                                                                                                 |
| Edmund Wallace Hildick | Wzywam Czterech Tropicieli | 1973         | powieść dla młodzieży, Nasza Księgarnia, adaptacja radiowa (1974) |
| Sesyle Joslin          | A co ty byś wtedy zrobił? Podręcznik etykiety dla młodych pań i panów, który służyć może jako przewodnik w codziennym życiu towarzyskim | 1975         | Nasza Księgarnia |
| Carolyn Slona          | Pan Plamka i jego kot | 1975         | opowiadanie dla dzieci, Nasza Księgarnia |
| Alan Moorehead         | Australijski dramat. Szkice podróżnicze                                                                                                 | 1976         | Iskry |
| Molly Burkett          | Lato borsuka | 1979         | powieść dla młodzieży, Nasza Księgarnia |
| Alf Prøysen            | Znowu pani Flakonik | 1979         | opowiadania dla dzieci, Nasza Księgarnia |
| Edmund Morris          | Drewniany talerz. Sztuka w 2 aktach, 4 odsłonach                                                                                        | 1983         | przekład wspólnie z Krystyną Tarnowską, opublikowany w czasopiśmie „Scena” (nr 9–12 z 1983), wcześniej wykorzystany w telewizyjnej inscenizacji (1968) i w krakowskim Teatrze Ludowym (1975) |
| Edward Lear            | Takie Coś | 1987         | wiersze dla dzieci, Krajowa Agencja Wydawnicza |
| –                      | Czarny humor dla dzieci | 1990         | zbiór wierszy, w przekładzie A. Nowickiego utwory Edwarda Leara i Alfreda E. Housmana, pozostałe w tłumaczeniu Antoniego Marianowicza, GiG                                                   |

## Odznaczenia
Nowicki został odznaczony między innymi:
- złotą odznaką „Za Zasługi dla Warszawy” (1966);
- Krzyżem Kawalerskim Orderu Odrodzenia Polski (1966);
- Krzyżem Oficerskim Orderu Odrodzenia Polski (1970);
- Medalem Komisji Edukacji Narodowej (1976).